# Itiziku Ike
Itiziku Ike (japanisch いちじく池 ‚Feigensee‘) ist ein ausgetrockneter See an der Prinz-Harald-Küste des ostantarktischen Königin-Maud-Lands. Er liegt im nordöstlichen Teil der Langhovde.
Vermessungen und Luftaufnahmen nahmen Teilnehmer einer von 1957 bis 1962 durchgeführten japanischen Antarktisexpedition vor. Japanische Wissenschaftler benannten ihn 1972.